# La mort d'un viatjant (teatre)
La mort d'un viatjant (en anglès Death of a Salesman) és una obra teatral del dramaturg i escriptor Arthur Miller el 1949. És vista per molts com un atac al somni americà de progressar en la vida sense considerar els principis ètics, en contraposició a la tragèdia d'Aristòtil.
Va rebre el premi Pulitzer en 1949, a més del premi Tony i el premi de la crítica a Nova York. És considerada una de les grans obres de teatre del segle xx. Ha estat traduïda al català el 1988 per Mireia Llinàs i Grau.

## Sinopsi
El protagonista és Willy Loman, viatjant i venedor de professió, de 63 anys, un treballador infatigable que sent que hauria de retirar-se i viure una ben merescuda vida tranquil·la, envoltat de la seva família i els seus amics. Willy pensa que si li agrada a la gent, tot és més fàcil i triomfa en la vida; no obstant això, poca gent el recorda després de molts anys en l'ofici. Willy inculca aquests ideals als seus fills, Biff i Happy, qui el segueixen a cegues fins que un dia Biff descobreix al seu pare enganyant a la seva mare a Boston. Biff s'enfada amb el seu pare i s'escapa perdent la seva oportunitat d'anar a la universitat, la qual cosa li portarà a un gran ressentiment cap al seu pare i a una vida esvalotada que el portarà a la presó.
Per a poder pagar els seus deutes Willy li demanarà diners al seu cap, Howard, però aquest en canvi l'acomiada perquè les seves vendes en els últims anys han decaigut considerablement, així que recorre a demanar-li ajuda al seu veí i únic amic, Charley. Aquest li ofereix treball, però Willy el rebutja perquè acceptar aquesta ocupació seria reconèixer que estava equivocat.
Mentrestant, Biff intenta aconseguir una ocupació, però no l'aconsegueix i roba un bolígraf del cap de l'empresa, i quan es reuneix amb el seu germà i el seu pare per a parlar del que faran en el futur Willy perd la consciència i té al·lucinacions. Happy i Biff l'abandonen al restaurant i se'n van. Quan tornen a casa, Biff i Willy discuteixen i aquest en comptes d'escoltar el que el seu fill li diu pensa que Biff l'ha perdonat pel succés de Boston i decideix suïcidar-se perquè Biff i Happy puguin cobrar els diners de l'assegurança de vida i comencin una vida nova com a venedors.
Només la seva família assisteix al funeral. És aquí quan Biff s'adona que ni ell ni el seu pare són homes extraordinaris i es deslliga dels ideals del seu pare, obrint així l'única via esperançadora de l'obra. En canvi Happy no accepta que el seu pare estava equivocat, i el mateix ocorre amb la mare, Linda, qui es pregunta on estan tots els amics del seu marit.

## Personatges
- Willy Loman: és un fracassat obsessionat per aconseguir l'èxit, devoció fanàtica que imposa als seus fills. Viu de falses esperances i il·lusions; s'autoenganya. Willy, un viatjant de 63 anys, ha desenvolupat al llarg de la seva vida una teoria pròpia sobre l'atractiu personal i d'agradar-li a la gent: si agrades a la gent, totes les portes s'obriran. Willy ha construït la seva vida entorn d'aquest somni. Però per a viure d'acord amb aquestes idees, es veu obligat a comptar moltes mentides que acaben cobrant realitat en la seva ment: comença a mentir sobre la seva importància en l'empresa, encara que sap que no és així. La necessitat de reforçar la seva personalitat ho portarà a cometre adulteri en un dels seus viatges a Boston. Des de molt aviat, Willy va inculcar als seus fills la idea que calia agradar-li a la gent, com si reconegués el seu fracàs i volgués viure les seves il·lusions a través d'ells, especialment de Biff, bon futbolista però mal estudiant. Quan suspèn les matemàtiques, Biff anirà a Boston perquè el seu pare convenci al seu professor amb el seu encant personal, però allí descobrirà l'adulteri de Willy, i el rebutjarà i fugirà. En els següents catorze anys, Willy va tancant-se en els seus somnis, per la qual cosa no s'adona que viu en un món il·lusori. Ridícul a vegades, malgrat viure en la falsedat, Willy serà capaç de morir pels seus somnis, la qual cosa dota al personatge d'un profund patetisme.[3]

- Linda Loman: Esposa de Willy, a qui estima i defensa fins i tot amb la seva malaltia mental. Refugiada en la solitud i desemparada, viu en una bombolla. Linda Loman representa l'eterna figura de l'esposa. Willy sovint es porta malament amb ella, però la seva vida gira entorn del seu marit, ja que sempre està disposada a creure en ell. Linda també té part de culpa en la tragèdia de Willy, perquè sempre que aquest va fer un intent per veure's de manera més realista, Linda encoratja el seu ego rebutjant aquestes observacions realistes i reforçant les il·lusions del seu espòs sobre si mateix, fins i tot quan el seu fills comencen a veure la realitat sobre el seu pare. La veiem en els flashbacks apedaçant mitges, per no gastar, però sabem que Willy regala mitges noves a la seva amant, la qual cosa reforça la seva imatge d'esposa patidora.

- Biff Loman: Fill de Willy. Des que va descobrir que el seu pare era infidel a la seva mare es mostra ressentit amb ell. Intenta viure una vida oposada a la que li van inculcar. A pesar que al llarg de tota l'obra Biff rebutja les idees del seu pare, quan l'observem amb deteniment, veiem que l'oposició entre aparença (sembla no tenir res a veure amb el seu pare) i la realitat és falsa: Biff ha viscut d'acord amb les idees de Willy. Per això dona molta importància a aquest agradar a la gent, així que arribarà a robar (el que és tolerat pel seu pare), i no aguantarà cap treball i fins i tot passa una temporada en la presó. El problema de Biff no és un altre que el d'haver assumit per complet els valors del seu pare i no haver creat uns valors propis. En descobrir l'adulteri del seu pare, s'adona que Willy és un farsant, i el seu món s'enfonsa. Durant catorze anys lluitarà amb les idees paternes, fins que s'adona que ni ell ni el seu pare són persones excepcionals, només gent normal, i comença a veure la vida amb realisme, la qual cosa constitueix l'únic fet esperançador de l'obra.

- Happy Loman: L'altre fill, confús i desorientat, obsessionat per tenir èxit, secunda al seu pare i intenta aconseguir per tots els mitjans la seva aprovació. Des de petit, Happy es va veure eclipsat pel seu germà, encara que mai va expressar cap mena de ressentiment; no obstant això, intenta cridar l'atenció del seu pare constantment (“Estic aprimant” és la frase que repeteix), perquè se sent abandonat. Quan, en el restaurant, Biff li demana ajuda per a comunicar-se amb el seu pare, s'enfronta al seu germà, però serà Happy el que negarà davant les noies que Willy és el seu pare, rebutjant-lo com Willy va fer amb ell. En el fons, Happy és el més afectat per les idees del seu pare, perquè no reconeixerà que Willy estava equivocat ni tan sols en el funeral.

- Charley: Sembla una persona bastant inflexible que aparenta no preocupar-se per res, encara que intenta ajudar a Willy. És clar amb ell i tracta d'obrir-li els ulls a la crua realitat. Encara que en les escenes retrospectives els nois ho diguin “oncle Charley”, no sembla un familiar, sinó un veí i amic, vell conegut de la família. La seva funció dramàtica és posar el contrapunt a les fantasies de Willy, perquè ell (igual que el seu fill Bernard respecte a Biff) és l'antítesi de Willy Loman. Que aquest tipus d'home, que no creï en l'atractiu personal, hagi triomfat, és més del que pot suportar Willy, perquè significaria admetre que tota la seva vida i les seves idees han estat una fal·làcia. El nostre protagonista rebutja el treball que Charley li ofereix, encara que sabem que totes les setmanes li demana préstecs per a saldar els seus deutes. Al final, Willy, a pesar que ha parlat sovint contra ell, s'adona que l'únic amic que té és Charley. Charley és la veu del realisme, que ens dona una visió molt encertada de Willy; la seva funció dramàtica consisteix a mostrar la falsedat de les idees del protagonista.

- Bernard: És el fill de Charley, i l'antítesi de Biff. És bo amb les matemàtiques així que l'ajuda però Biff mai va a les seves classes de repàs amb ell. Bernard, a diferència de Biff, tindrà èxit en la vida.

- Ben: Germà de Willy, ja mort, només apareix als analepsis. És una figura fosca que funciona com a símbol o il·lusió més que com a personatge. Ha triomfat econòmicament en la vida. Representa per a Willy tots els somnis que ell no ha arribat a complir; per això, quan Willy se sent profundament deprimit, quan no pot fer front als problemes de la vida, és quan apareix Ben: per això funciona com un símbol de les frustracions de Willy.

- La Dona: és amb la qual enganya a Linda; només vol a Willy perquè té èxit o almenys ho aparenta. Aquest sempre li regala mitjanes noves.

- Howard: És el cap de Willy, i segons diu est, és ell qui li posa el nom, encara que en realitat només diu que li agrada aquest nom. Quan Willy li demanarà un augment, Howard l'acomiada, cosa que portava intentant fer durant un llarg temps, perquè les seves vendes havien disminuït massa.

## Estil
Miller fa una constant, la qual és l'ús de retrospeccions al llarg d'obra, on els personatges del passat s'immisceixen en l'acció. Això proporciona una sensació de somni en el qual el passat explica i provoca el present.

## Temes
- La Societat de Consum
- L'idealisme del "somni Americà"
- La derrota econòmica
- El vehement culte cap a l'estètica
- Els errors de criança paterna/materna
- La insignificància de la virtuts i principis morals
- La distorsió del nucli familiar
- Masclisme

## Representacions destacades

### En anglès
- L'obra va ser estrenada als EUA al Teatre Morosco de Broadway el 10 de febrer de 1949. Dirigida per Elia Kazan i interpretada per Lee J. Cobb, Mildred Dunnock, Arthur Kennedy i Cameron Mitchell.[4]
- A Londres es va estrenar el 28 de juliol de 1949, amb un elenc format per Paul Muni, Katharine Alexander i Kevin McCarthy.
- George C. Scott va protagonitzar la nova versió per a Broadway que es va representar en 1975. L'elenc es completava amb Teresa Wright, Harvey Keitel i James Farentino.
- De nou a Broadway en 1985, el muntatge de Michael Rudman va comptar en l'elenc amb Dustin Hoffman com Willy Loman, a més de John Malkovich (Biff); Kate Reid (Linda), i David Huddleston (Charley).
- Matthew Warchus va dirigir una versió en el West Yorkshire Playhouse de la ciutat anglesa de Leeds, amb Ken Stott (Willy Loman), James Purefoy, Jude Law i Ellie Haddington.
- Alun Armstrong encapçala l'elenc de la versió de 1996 a Lyttelton (Londres).
- Brian Dennehy encapçala el repartiment de la versió de Broadway de 1999.
- De nou al West Yorkshire Playhouse es va realitzar un muntatge en 2010, amb la interpretació de Philip Jackson.
- Mike Nichols va dirigir el muntatge de Broadway de 2012, amb Philip Seymour Hoffman com Willy, Andrew Garfield com Biff i Linda Edmond com Linda.[5]

### Altres idiomes
- A Xile es va estrenar a l'agost de 1950, per l'elenc del Teatre Experimental de la Universitat de Xile, amb l'actuació d'Anita del Valle, Roberto Parada, Domingo Tessier, Rubén Sotoconil i Jorge Lillo, entre otros[6]
- A Espanya es va estrenar el 10 de gener de 1952 al Teatro de la Comedia de Madrid, amb traducció de José López Rubio, direcció de José Tamayo i interpretació de Carlos Lemos, Josefina Díaz de Artigas, Francisco Rabal i Alfonso Muñoz.
- Es va tornar a representar a Espanya el 1959 al Teatro Español de Madrid, amb Carlos Lemos, Asunción Sancho, José Rubio, Fernando Guillén i José Bruguera.
- Reestrenada de nou a Espanya el 1985, al Teatro Bellas Artes de Madrid, un cop més sota direcció de Tamayo i amb José Luis López Vázquez, Encarna Paso, Santiago Ramos, Miguel Palenzuela i Juan Calot com a repartiment, música de Teddy Bautista i escenografia de Gil Parrondo.
- El 2001 es va representar al Teatro La Latina de Madrid, amb direcció de Juan Carlos Pérez de la Fuente i interpretació de José Sacristán, María Jesús Valdés i Alberto Maneiro.[7]
- A Catalunya fou representada en català el gener de 2009 amb una versió d'Eduardo Mendoza al Teatre Municipal de Girona i el febrer al Teatre Lliure sota la direcció de Mario Gas i amb un repartiment format per Jordi Boixaderas (Willy), Rosa Renom (Linda), Oriol Vila (Happy) i Pablo Derqui (Biff).[8][9]